# Lugnås kvarnstensgruvor
Lugnås kvarnstensgruvor är ett naturreservat i Mariestads kommun i Västra Götalands län.
Området är naturskyddat sedan 2019 och 39 hektar stort. Reservatet ligger på Lugnåsbergets nordöstra sluttning och består av betesmarker, lövskog och granskog.